# Potchinki
Potchinki (en russe : Почи́нки) est un village de Russie dans l'oblast de Nijni Novgorod, siège du raïon et du conseil rural du même nom ,.

## Géographie
Le village est situé au bord de la rivière Roudnia à 220 km au sud de Nijni Novgorod sur la route fédérale Nijni Novgorod-Saratov et à 12 km de la gare ferroviaire d'Oujovka sur la ligne Nijni-Novgorod-Penza.

## Histoire

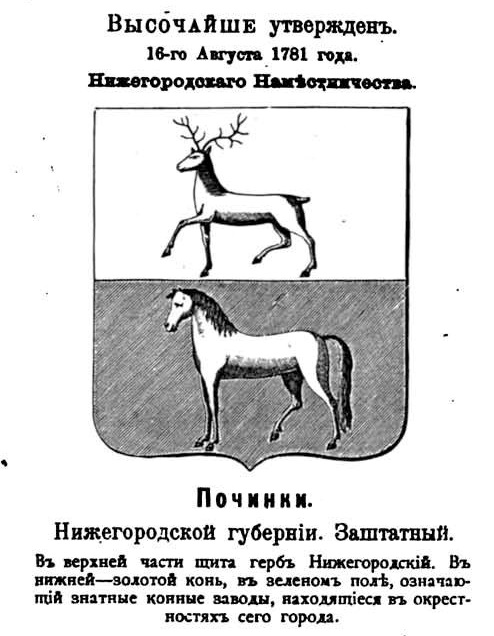
Blason historique de la ville de Potchinki d'après Winckler.

Le village est fondé à l'emplacement d'une ancienne localité mordve appelée Anoudemir et détruite par les Tatars en 1628, la population l'ayant fuie auparavant. En 1647, l'endroit est acheté au Trésor de l'État par le boyard Boris Ivanovitch Morozov et peuplé aussitôt de paysans venus des environs de Moscou. Morozov y fait commencer de la production de potasse et en un siècle Potchinki devient un foyer important de production de potasse pour le marché étranger.
En 1760, lorsque les forêts entourant Potchinki ont été défrichées et que la production de potasse a cessé, un haras a été établi à Pochinki pour le régiment à cheval de la garde impériale; il existe toujours aujourd'hui. En 1779, Potchinki reçoit le statut de chef-lieu d'ouïezd de la province de Nijni Novgorod et en 1796 Potchinki devient un bourg subordonné à l'ouïezd de Loukoïanov. C'est à cette époque qu'un plan d'urbanisme est approuvé, grâce auquel le centre de Potchinki possède un plan régulier plustôt caractéristique des grandes villes. Son blason est approuvé en 1781: dans la partie supérieure de l'écu l'on trouve le blason de Nijni Novgorod et dans la partie inférieure un cheval d'or sur champ de sinople.

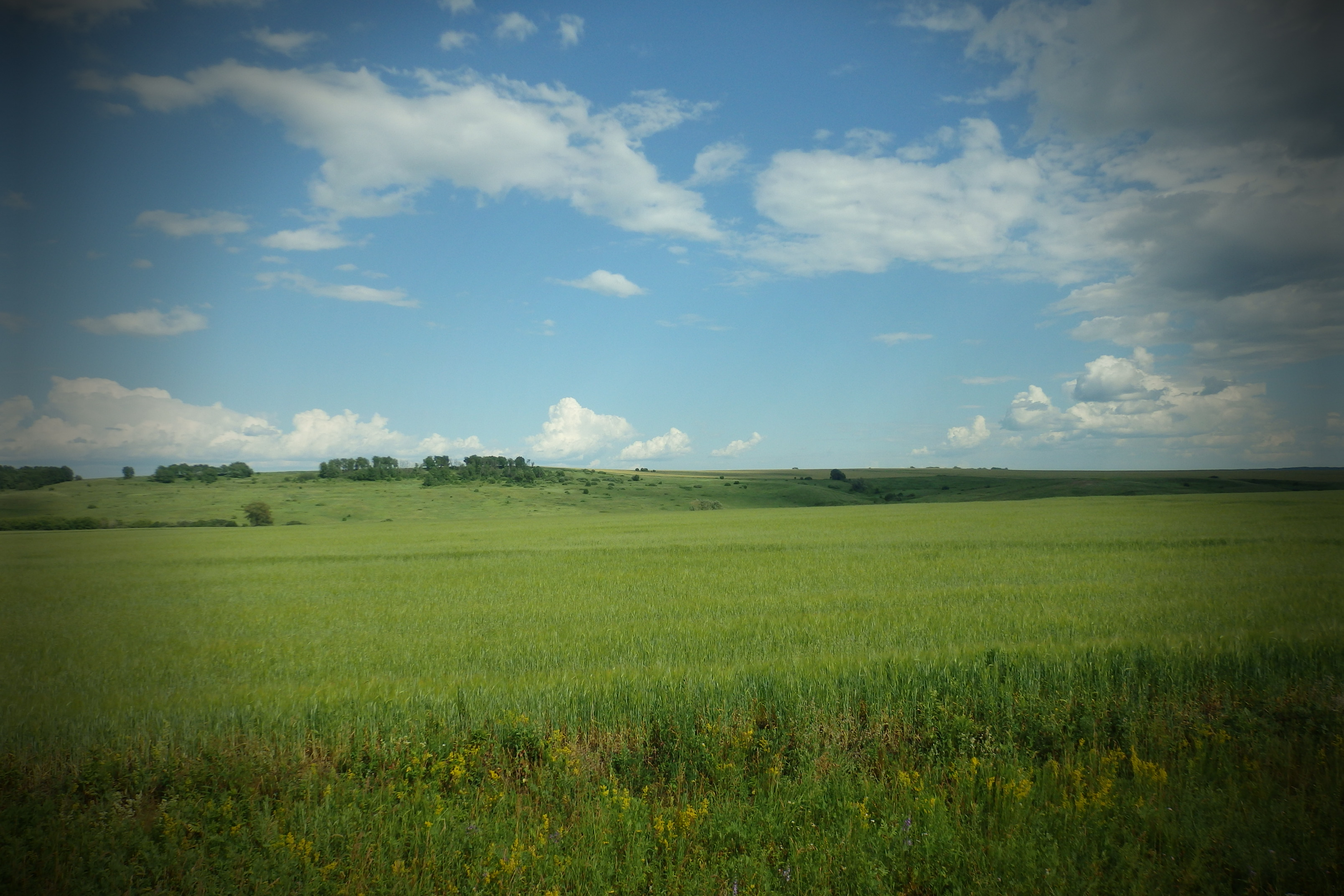
Paysage typique des environs.

Après 1861, Potchinki devient le siège de la volost du même nom et en 1921-1923 de l'ouïezd reconstitué de Potchinki.
Potchinki perd le statut de ville en 1922, mais continue à se développer. On y trouve encore des témoignages intéressants de l'architecture du XIXe siècle. Les 4 et 5 juillet 1929, Potchinki reçoit le statut de siège administratif du raïon de Potchinki.

## Population
Recensements (*) et estimations de la population:
| 1959* | 1970* | 1979* | 1989*  |
| ----- | ----- | ----- | ------ |
| 7 354 | 8 411 | 8 601 | 11 148 |

| 2002*  | 2010*  | 2021*  | - |
| ------ | ------ | ------ | - |
| 11 925 | 11 891 | 11 761 | - |

## Économie
L'économie repose sur une usine de produits laitiers, une usine d'aliments en conserve, une boulangerie industrielle, des entreprises dans le bâtiment et les travaux publics, une filiale importante de Gazprom (Gazprom Transgaz Nijni Novgorod). Il existe aussi un hypermarché et deux établissements bancaires (Sberbank et Rosselkhozbank). Il y a aussi deux grandes entreprises d'agroalimentaire.

## Culture
À Potchinki, il existe les institutions culturelles et sportives suivantes: MBUK Centre culturel et de loisirs de Potchinki (Potchinkovsky), qui comprend le palais de la culture, le musée folklorique des traditions locales, ainsi que des succursales: maisons rurales de la culture et des clubs; une école de musique pour enfants, une école de sport pour enfants et jeunes, une bibliothèque centrale, un complexe sportif et récréatif Ourajaï. Il y a aussi le club Fakel et le complexe culturel et sportif Youbileïny.

## Religion
L'église de Potchinki est le siège du doyenné de Potchinki qui dépend de l'éparchie de Lyskovo.